# Władysław Wejtko
Władysław Wejtko (ur. 1 lutego 1859 w Inflantach zm. 16 listopada 1933 w Nałęczowie) – generał major Armii Imperium Rosyjskiego, generał dywizji Wojska Polskiego.

## Życiorys
Kształcił się w Odessie. Ukończył Nikołajewską Akademię Wojsk Inżynieryjnych w Petersburgu. Uczestnik wojny rosyjsko japońskiej 1904–1905. Od 1916 w Korpusie Technicznym w Moskwie.
Po rewolucji październikowej działał przy organizowaniu oddziałów polskich na Wschodzie, członek Komitetu Wykonawczego Polskiej Konfederacji Wojskowej, przewodniczący komisji formowania przy rosyjskim Sztabie Generalnym w Petersburgu. Potem formował batalion saperów na Mińszczyźnie i wszedł z nim w skład I Korpusu Polski w Rosji. Po kapitulacji Korpusu organizował i dowodził samoobroną Wilna.
28 października 1918 szef Sztabu Generalnego, generał dywizji Tadeusz Rozwadowski mianował go „kierownikiem wszelkich formacyj samoobrony na Litwie i Białorusi”. 8 grudnia 1918 został przyjęty do Wojska Polskiego z zatwierdzeniem stopnia generała majora ze starszeństwem z dniem 1 listopada 1916 i mianowany „dowódcą wszystkich formacyj Samoobrony krajowej Litwy i Białorusi oraz wszelkich innych polskich oddziałów wojskowych i milicyjnych na terenie Litwy i Białorusi”. 15 maja 1919 roku Minister Spraw Wojskowych mianował go Inspektorem Inżynierii i Saperów. Walczył w wojnie polsko-bolszewickiej, w 1920 fortyfikował Warszawę. Dowódca fortyfikacji 1 Armii.
3 stycznia 1921 mianowany generałem porucznikiem z dniem przeniesienia w stan spoczynku – 1 kwietnia 1921. 26 października 1923 zatwierdzony został w stopniu generała dywizji ze starszeństwem z diem 1 czerwca 1919.
Po przeniesieniu w stan spoczynku osiadł w Warszawie, rozpoczął działalność w Towarzystwie Wiedzy Wojskowej i publikował. W 1923 w Pogotowiu Patriotów Polskich, brał udział w przygotowaniu faszystowskiego przewrotu w Polsce. Po aresztowaniu działaczy organizacji w 1924, Wejtko konsekwencji za to nie poniósł.
Był członkiem Sodalicji Mariańskiej Panów pod wezwaniem Najświętszej Marii Panny, Królowej Korony Polskiej.

## Awanse
W Armii Imperium Rosyjskiego:
- podporucznik (Подпоручик) w piechocie od 1882
- porucznik (Поручик) od 1885
- sztabskapitan (Штабс-капитан) od 1893
- kapitan (Капитан) od 1898
- podpułkownik (Подполковник) od 1905
- pułkownik (Полковник) od 1911
- generał major (Генерал-майор) od 1915

W Wojsku Polskim:
- generał podporucznik
- generał porucznik – 3 stycznia 1921 z dniem przeniesienia w stan spoczynku – 1 kwietnia 1921
- generał dywizji – zatwierdzony w stopniu 26 października 1923 ze starszeństwem z dniem 1 czerwca 1919

## Prace
- Ramoty i ramotki wojskowe, Polska Zjednoczona, Warszawa 1929.
- Samoobrona Litwy i Białorusi. Szkic historyczny, Nakładem Związku Organizacji b. Wojskowych w Wilnie, Wilno 1930.
- Zdrada ppłk. Grimma, Biblioteczka Historyczno-Geograficzna, tom 90, Towarzystwo Wydawnicze „Rój” Sp. z o.o., Warszawa
- Pojęcie wojskowe dowódcy (artykuł dyskusyjny), cz. I, Polska Zbrojna Nr 165 z 22 czerwca 1922, s. 1-2.
- Pojęcie wojskowe dowódcy (artykuł dyskusyjny), cz. II, Polska Zbrojna Nr 166 z 23 czerwca 1922, s. 2.
- Pojęcie wojskowe dowódcy (artykuł dyskusyjny), cz. III, Polska Zbrojna Nr 167 z 24 czerwca 1922, s. 2.
- Pojęcie wojskowe dowódcy (artykuł dyskusyjny), cz. IV, Polska Zbrojna Nr 168 z 23 czerwca 1922, s. 1-2.
- Zdrada ppłk Grimma, https://polona.pl/item/zdrada-pplk-grimma,MTA1Nzg0NjE/

## Ordery i odznaczenia
- Krzyż Walecznych – dwukrotnie[6]
- Medal Dziesięciolecia Odzyskanej Niepodległości[6]
- Medal Pamiątkowy za Wojnę 1918–1921[6]
- Oficer Legii Honorowej – 1921[6][7]
- Medal Zwycięstwa („Médaille Interalliée”) – 1925[8]
- odznaczenia rosyjskie